# 749 Мальцовія
749 Мальцовія (749 Malzovia) — астероїд головного поясу, відкритий 5 квітня 1913 року.
Тіссеранів параметр щодо Юпітера — 3,607.